# Kinderbach (Münster-Nord)
Der Kinderbach ist ein orografisch linkes Nebengewässer der Münsterschen Aa in der westfälischen Stadt Münster. Er hat eine Länge von 10,9 km.

## Verlauf
Der Kinderbach verläuft im Nordwesten von Münster und erhielt seinen Namen vom Stadtteil Kinderhaus. Die Quellen des Kinderbaches liegen unterhalb des Stadtteils Nienberge. Das Wasser tritt nach einer Verrohrung am südöstlichen Rand der Siedlung an die Oberfläche und verläuft dann entlang des Horstmarer Landweges durch Gievenbeck. Der Bach nimmt dort von links den Wasserweggraben auf und folgt der Straße weiter in südöstlicher Richtung bis zum Orléans-Ring, wo er sich in nördliche Richtungen wendet und durch Uppenberg nach Kinderhaus fließt. Er nimmt dort von links den Igelbach auf. Nachdem er das Stadtteilzentrum durchflossen hat, nimmt er von links den Nienberger Bach auf und fließt dann weiter in östliche Richtungen, wo er zwischen Kinderhaus und Coerde bei Haus Coerde in die Münstersche Aa mündet.